# Michal Malátný

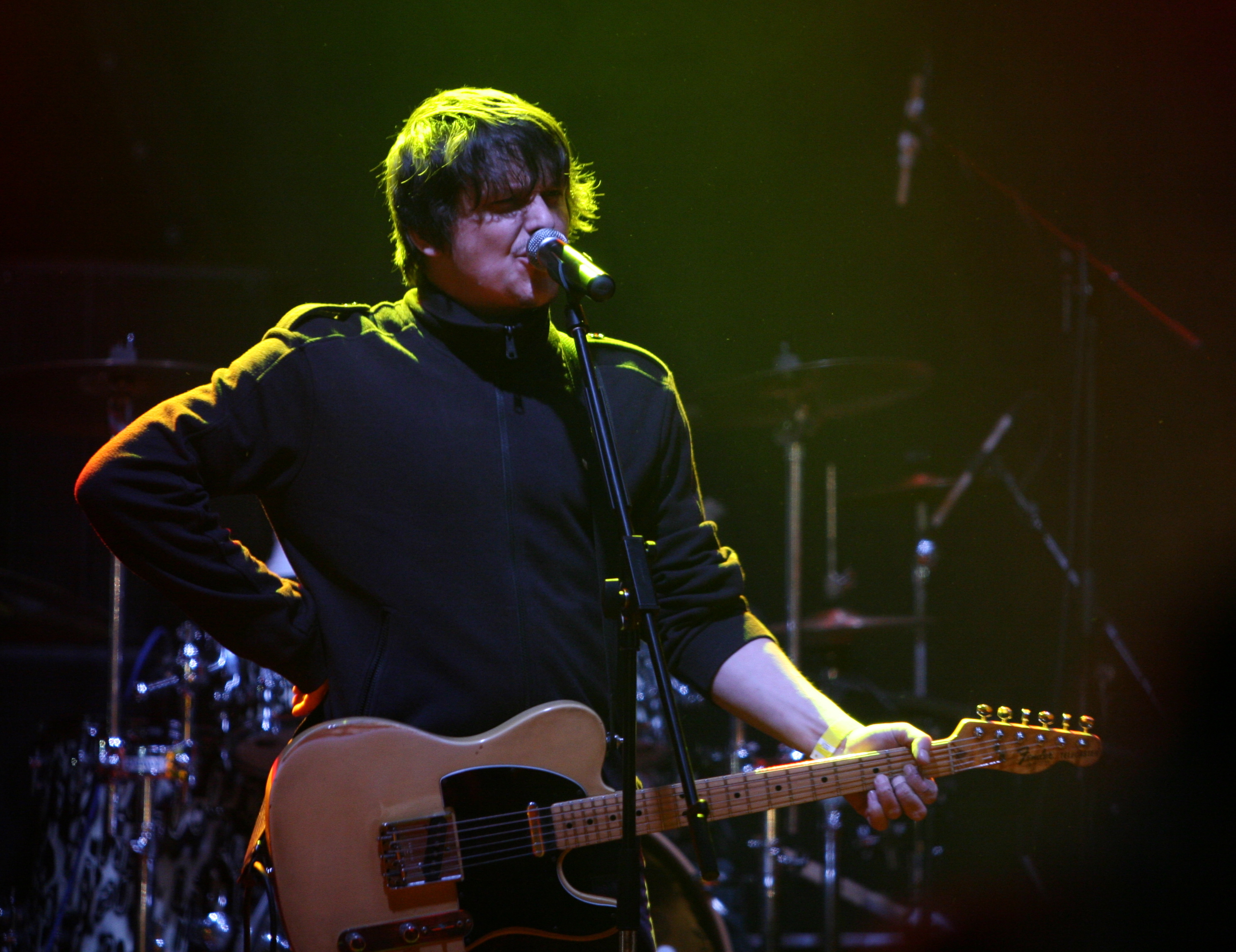
Michal Malátný na koncertě skupiny Chinaski (2008)

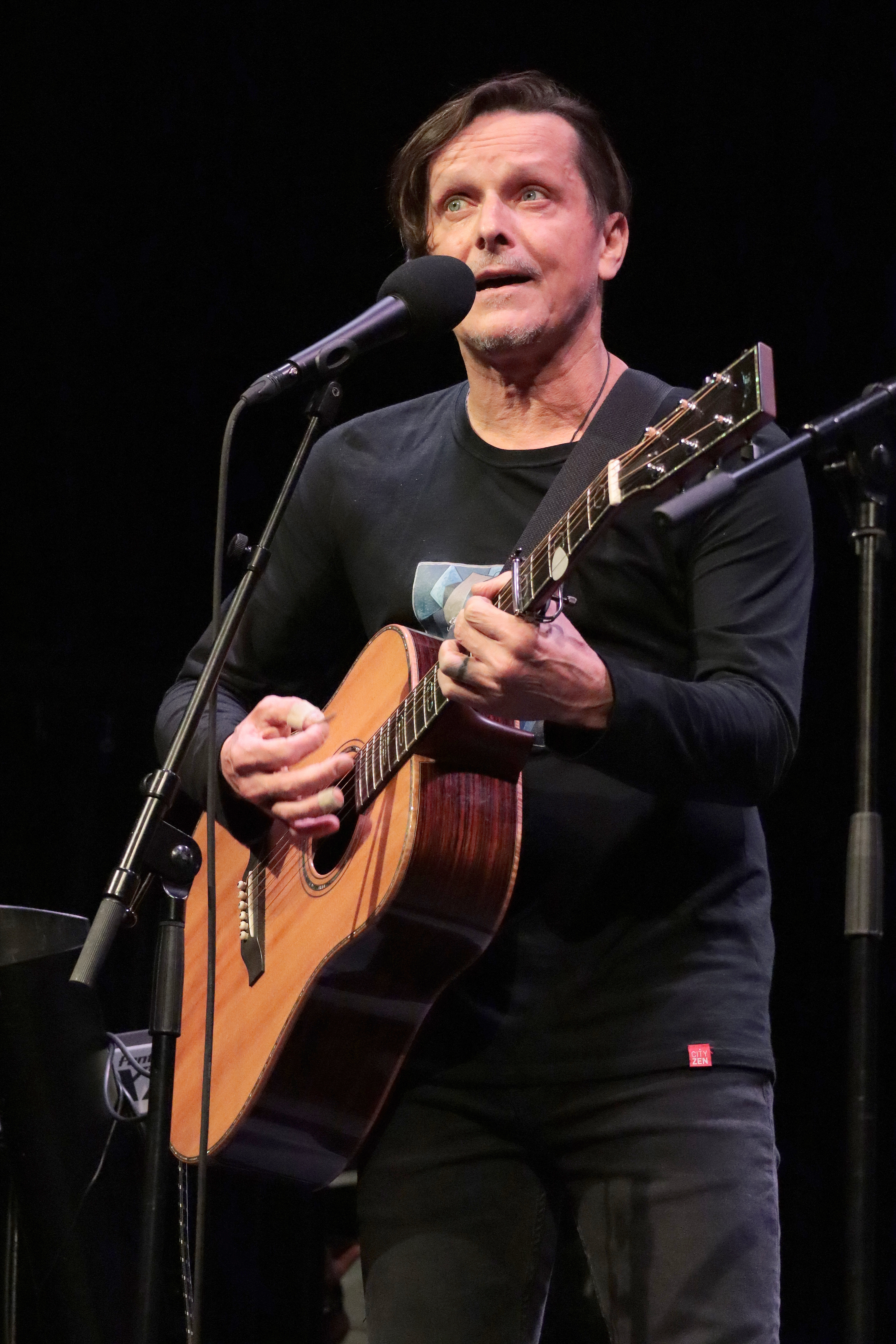
Michal Malátný v Divadle Rokoko (21. 10. 2023).

Michal Malátný, vlastním jménem Michal Novotný, (* 30. června 1970 Jičín) je český zpěvák, frontman populární české skupiny Chinaski a příležitostný herec.
Chodil na základní školu na Husově třídě v Jičíně. Vystudoval jičínské Lepařovo gymnázium. Po maturitě absolvoval činoherní herectví na DAMU. V roce 1994 nastoupil do angažmá ve Východočeském divadle v Pardubicích. V roce 1996 si zahrál ve filmu Mňága - Happy end a v roce 2007 v komedii Chyťte doktora. Ve skupině Chinaski hraje na kytaru, zpívá a skládá texty.
Od roku 2014 hostuje také v divadle Semafor ve hrách Osvobozené divadlo Semafor a Prsten pana Nibelunga. Společně s Jitkou Čvančarovou účinkuje ve hře Kleopatra (divadlo La Fabrika).
V roce 2014 nazpíval s Karlem Gottem píseň Pondělí.

## Osobní život
Jeho otec pochází z Markoušovic. Malátný zde v dětství trávil víkendy a prázdniny. Přestože žije několik let v Praze, pořídil si chalupu v Českém ráji, protože se tam cítí doma.
Michal Malátný je ženatý s Petrou Novotnou Stránskou, se kterou má dcery Kateřinu (2009) a Frídu (2014).
Rodiče ho k hudbě vedli už od mala. Malátný začal v osmé třídě základní školy hrát amatérské divadlo v jičínském souboru „Baret S.“ Z této doby pochází Malátného přezdívka Žibus (Žibusík) podle postavy z knihy Knoflíková válka. Přezdívku dostal od starších chlapců v souboru, protože byl nejmenší.
Svůj osobní život se snaží oddělovat od profesního, proto se např. do telefonu představuje občanským jménem (Novotný). Pseudonym Malátný si zvolil, protože ve Východočeském divadle, kam nastoupil, již byli tři Novotní. Důvodem bylo, že občas bývá kvůli nízkému krevnímu tlaku, kterým trpí, malátný. V otevřeném rozhovoru pro časopis Reflex v červenci 2020 přiznal, že už od dětství trpí úzkostnými stavy a depresemi, proti nímž bojuje pravidelným (a pravděpodobně doživotním) užíváním antidepresiv.